# Eutropis bontocensis
Espèce
Synonymes
- Mabuya bontocensis Taylor, 1923

Statut de conservation UICN

 LC  : Préoccupation mineure
Eutropis bontocensis est une espèce de sauriens de la famille des Scincidae.

## Répartition
Cette espèce est endémique des Philippines. Elle se rencontre sur les îles de Luçon, de Calayan et dans les îles Batanes.

## Étymologie
Son nom d'espèce, composé de bontoc et du suffixe latin -ensis, « qui vit dans, qui habite », lui a été donné en référence au lieu de sa découverte, la municipalité de Bontoc.

## Publication originale
- Taylor, 1923 : Additions to the herpetological fauna of the Philippine Islands, III. Philippine Journal of Science, vol. 22, p. 515-557 (texte intégral).